# 薔薇十字団

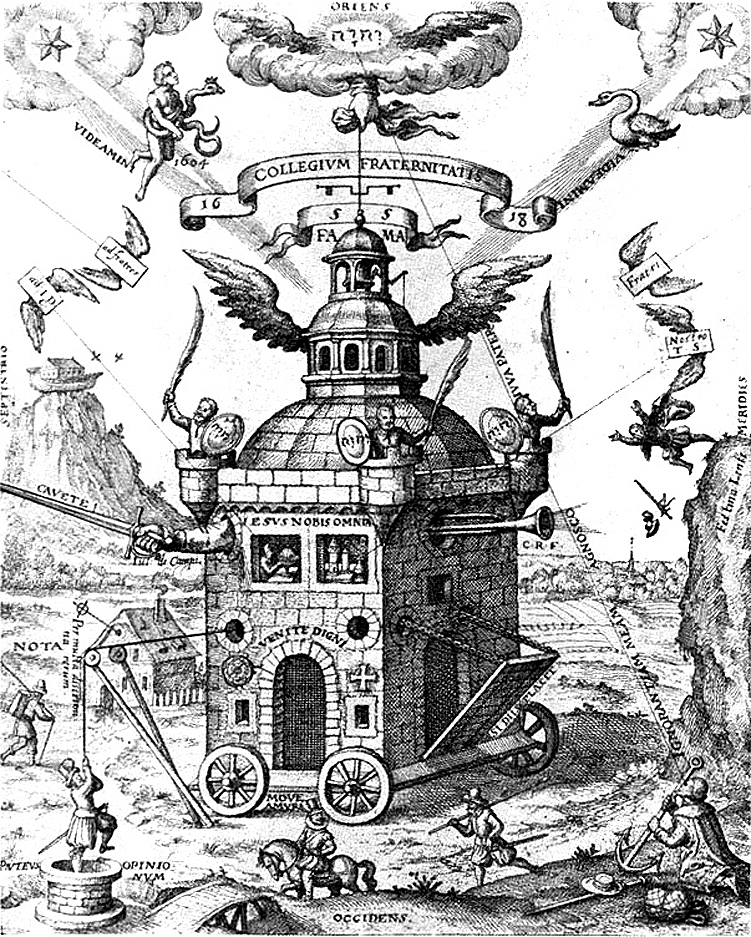
『薔薇十字の目に見えない学院』(The Temple of the Rose Cross),テオフィルス・シュヴァイクハルト,1628年

薔薇十字団（、独: Rosenkreuzer、ローゼンクロイツァー）は、17世紀の初頭にドイツで宣言書を発表した友愛組織。この宣言書では、クリスチャン・ローゼンクロイツという謎の人物によって15世紀に創設された秘密の組織であるとされている。宣言書の主旨は、ヨーロッパの学者と統治者に宛てた改革の訴えであり、秘密の知識を公開することを申し出ていた。その内容には、キリスト教神秘主義、新プラトン主義、パラケルススの思想の影響が見られる。宣言書の作者は、テュービンゲン大学で神学、医学、哲学を研究していた若手の集団であり、その中心人物はヨハン・ヴァレンティン・アンドレーエ（1586-1654）であると推測される。この宣言書は当時の人々に大きな衝撃を与え、ヨーロッパ中に熱狂と論争が巻き起こった。

## 宣言書の発表

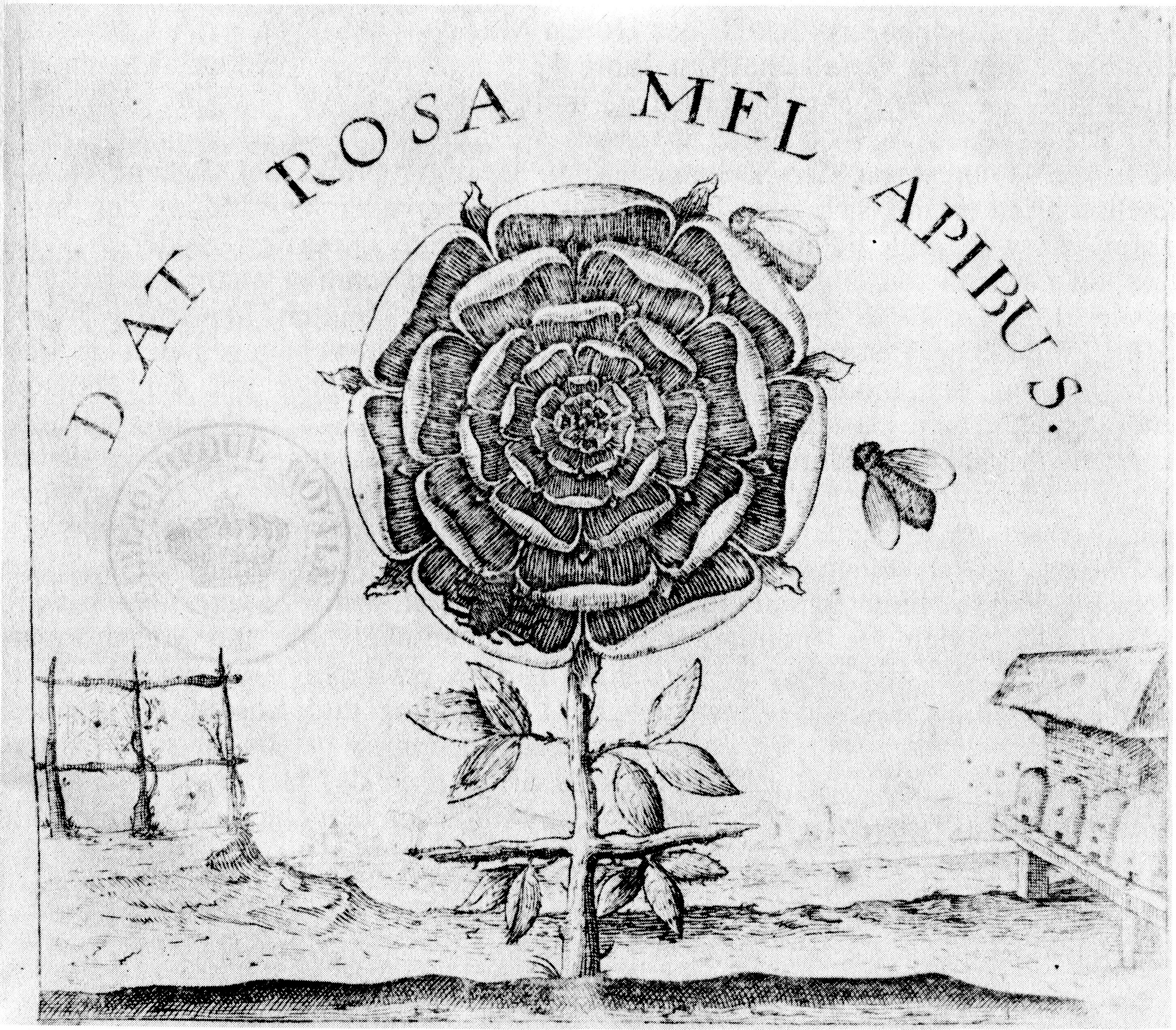
The Rose and the Cross: 薔薇が象徴的に描かれた薔薇十字文書『至高善』の扉絵

1614年、神聖ローマ帝国（ドイツ）のカッセルで刊行された著者不明の怪文書『全世界の普遍的かつ総体的改革』とその付録『友愛団の名声』（Fama Fraternitatis、ファーマ・フラテルニタティス）で初めてその存在が語られ、一気に全ヨーロッパで知られるようになる。ただし、この『友愛団の名声』の原文は、正式出版前の1610年頃から出回っていたとされる。そこには、人類を死や病といった苦しみから永遠に解放する、つまり不老不死の実現のために、120年の間、世界各地で活動を続けてきた「薔薇十字団」という秘密結社の存在や、それを組織した創始者「R・C」あるいは「C・R・C」、「クリスチャン・ローゼンクロイツ」と呼ばれる人物の生涯が克明に記されていた。
1615年、同じくカッセルで、『友愛団の信条』（Confessio Fraternitatis、コンフェッシオ・フラテルニタティス）が出版される。それはドイツ語ではなくラテン語によって書かれ、『友愛団の名声』によって宣言された「教皇制の打破による世界改革」を、さらに強調するものであった。
1616年、小説『化学の結婚』がシュトラースブルクで出版される。著者はヨハン・ヴァレンティン・アンドレーエだといわれている。そこには深遠な錬金術思想が書かれており、この文書に登場するクリスチャン・ローゼンクロイツこそ、先の2つの文書に書かれていた創始者「C・R・C」（クリスチャン・ローゼンクロイツ）であると考えられた。
フランセス・イェイツによれば、これらの背景には薔薇すなわちイングランド王家をカトリック、ハプスブルク皇帝家の支配からの救世主として迎え入れようとする大陸諸小国の願望があったという。なお、前述の怪文書の刊行から4年後の1618年にドイツを舞台とした宗教戦争である「三十年戦争」が勃発している。
薔薇十字団は、始祖クリスチャン・ローゼンクロイツの遺志を継ぎ、錬金術や魔術などの古代の英知を駆使して、人知れず世の人々を救うとされる。起源は極めて曖昧だが中世とされ、錬金術師やカバラ学者が各地を旅行したり知識の交換をしたりする必要から作ったギルドのような組織の1つだとも言われる。

## 薔薇十字宣言書に関する分析

### 宣言書の作者とその動機に関する仮説
薔薇十字宣言書が匿名で出版されて以来、宣言書の著者の正体、そして薔薇十字団の動機と目的に関して、多くの仮説が立てられてきた。

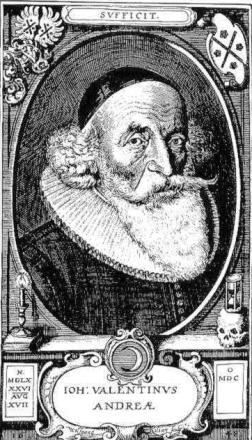
『化学の結婚』（1616）の著者ヨハン・ヴァレンティン・アンドレーエ

『化学の結婚』に関しては、ヨハン・ヴァレンティン・アンドレーエ（1586-1654）が、彼の死後の1799年に出版された自伝の中で、それは若い頃（1602年から1604年の間）の自分の著作であると述べている。それは、「冒険の場面に満ちた喜劇（ludibrium）にあたります。私にとって驚きだったのは、それが取るに足らない小さな著作であり、好奇心の空しい努力を表しているのに過ぎないというのに、一部の人々に高く評価され、微妙な解釈とともに語られたことです」。教会検査官、外交官、そしてシュトゥットガルト宮廷の説教者であったアンドレーエは、風刺的なさまざまな著作でも知られており、それらを自分が書いたことを次のように正当化している。「私が心から大切に思っていたのはイエスの本来の教えであり、私はあらゆる手段を使ってそれを広めたいと思っていたのです。そして、直接的な方法ではそれを行うことができなかったので、回り道をして、おどけた方法で試みました。一部の人々はそう思ったようですが、それは嘲笑の精神からではなく、多くの敬虔な人々が用いる方法に頼った行いでした。つまり、冗談と魅力的な悪意を通して、私は重要な目的を追求したのであり、イエスの教えへの愛を人々へ浸透させようとしたのです」。
宣言書の著者は、確実には知られていない。しかし、さまざまな文書（「友愛団の名声」と「友愛団の信条」、そしてそれらの序文である「普遍的改革」、そして「友愛団の名声」に対するハーゼルマイヤーの「応答」）の文体と内容の分析は、それが複数の人物による著作であることを示唆している。これらの文書は、1607年からアンドレーエととともに、神学者ヨハン・アルント（1555-1621）の指導のもとに集まったルター派の知識人のグループによって書かれた可能性が高い。このグループは、テュービンゲン・サークルと呼ばれ、イエス・キリストの生涯を模倣することを特に提唱していた。アンドレーエがインスピレーションを与え中心的な役割を果たしたことに間違いはないであろうが、彼の友人、特にヴィルヘルム・ヴェンセ、トビアス・ヘス、そしてクリストフ・ベゾルト（1577-1638）の影響も、これらの著作には見られる。このようにして、大学の当局と対立していた若いドイツ人ルター派のグループは、「古代と中世の神秘主義、生まれたばかりの科学的精神、そしてトマソ・カンパネッラが提唱する社会的な作業（カンパネッラの論文と哲人王が統治する都市を描いた著作『太陽の都』に示されている）を同時に提示することで、硬直化していた当時の正統派の思想・信仰に反対して、秘密裏に立ち向かったのである」。

## フランスにおけるポスター事件
1623年、ドイツでは薔薇十字団は沈黙しており、三十年戦争（1618-1648）の勃発の影響によって、薔薇十字団に関する論争は徐々に沈静化していった。一方で、この年の６月から７月にかけて、バラ十字宣言書の主張を繰り返すポスターがパリのいたるところに貼られた。このポスターの作者は長い間不明であったが、1971年に発見されたニコラ・ショリエの記述によれば、若い医学生のエティエンヌ・ショームとその友人たちによる創作だと推測される。
これらのポスターの文章にはいくつかのバージョンがあり、複数の文章が同時に掲示された可能性がある。
我々、薔薇十字の最高学院の評議員は、正しき人たちが心を向ける至高者の恩恵により、目に見える姿と目に見えない姿で、この街に滞在している。我々は出版もせず注目も受けない。ただ、滞在の地に選んだ国々のあらゆる言葉を話し、教え、語ることによって、人間、すなわち我々の同胞を誤りと死から救い出す。
この最初のポスターに続いて、すぐに次の第２のポスターが貼られた。
単なる好奇心から我々に会うことを望む人が、我々を見いだすことは決してない。だがその人の意志が、我々の友愛団の名簿に登録されることを真に強く望むのであれば、我々はその思いを判定し、その人に我々の約束が真実であることを示す。それでも、我々の滞在場所は知らせない。なぜなら、これを読んだ人が心から望むのであれば、その思いが、我々のことを彼に知らせ、彼のことを我々に知らせるからである。

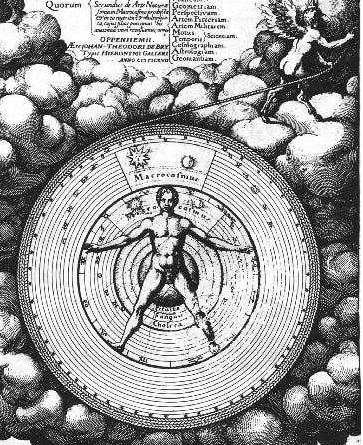
ロバート・フラッド著『大宇宙の歴史』（Macrocosmi historia）より

ポスターの文言は、ガブリエル・ノーデによって同年に出版された著書に転載されている。ノーデは調査を行い、『薔薇十字団の歴史の真実に関するフランスへの教示』
という著作で、クリスチャン・ローゼンクロイツの伝説に非難を浴びせ、世界を改革するという薔薇十字団の主張を嘲笑している。ノーデは薔薇十字団を、カトリック教会の教えと王権を破壊することに執念を燃やす者たちと見なした。イギリスやドイツでの反応とは異なり、フランスでの薔薇十字団への反応は極めて否定的で、実際のところ、薔薇十字団の文書や宣言はパニックを引き起こした。一般の人々の意見によれば、薔薇十字団員は禁断の魔術を実践しているのであり、「目に見えない姿の者たち」はそれゆえに魔術師であるとされた。薔薇十字団の思想は、主にイングランドから来た国外の工作員の思想であると認識され、ロバート・フラッドがその象徴的人物とされた。
ポスターへの反応と論争の激しさに圧倒されたショームはパリを逃れ、モンペリエで研究を続けた。
シラノ・ド・ベルジュラック（1619-1655）は、著書『太陽の国家と帝国の滑稽な歴史』の中で、薔薇十字団のことを「一般の人々に『薔薇十字の騎士』として知られている若年の人々からなる、ある種の徒党（cabale）である」と述べている。

## 宣言書の影響
薔薇十字団の存在はやがて伝説化し、薔薇十字団への入団を希望する者だけでなく、薔薇十字団員に会ったという者や、薔薇十字団員を自称するカリオストロやサンジェルマン伯爵などの人物が現れた。また、18世紀にはフリーメーソンの内部とその周辺において、19世紀から現在までは神秘学と秘教の分野において、薔薇十字団を名乗る団体と「バラ十字の伝統」を継承していると述べる団体が多数現れている。
この流れのほかにも人智学から派生した「薔薇十字団」が南ドイツに現在でも存在している。本家からは完全に独立し、ある村の片田舎で毎週日曜日の午前中にはキリスト教のミサや礼拝に似た儀式を独自に繰り広げている。
18世紀の後半には、「薔薇十字の位階」と呼ばれる段位がフランスのフリーメーソンの制度の中に現れた。これは当時のフリーメーソンの思想に薔薇十字思想が影響を与えていたことを示している。

## 18世紀の薔薇十字思想と薔薇十字団
17世紀後半に、薔薇十字団は比較的忘れ去られていたが、18世紀には薔薇十字思想の新たな隆盛が生じた。フリーメーソンの台頭と並行して、さまざまな薔薇十字思想の展開があり、団体が結成され、社会の裕福な層に影響を与えた。
それらの団体の中でも重要なものに「黄金の薔薇十字団」と「古代制度の黄金の薔薇十字団」がある。（これらは、現代のレクトリウム・ロシクルシアヌム（別名「黄金のバラ十字学院」）とは、錬金術に関する主張が類似している以外に関連はない。）

### 黄金の薔薇十字団（1710年）

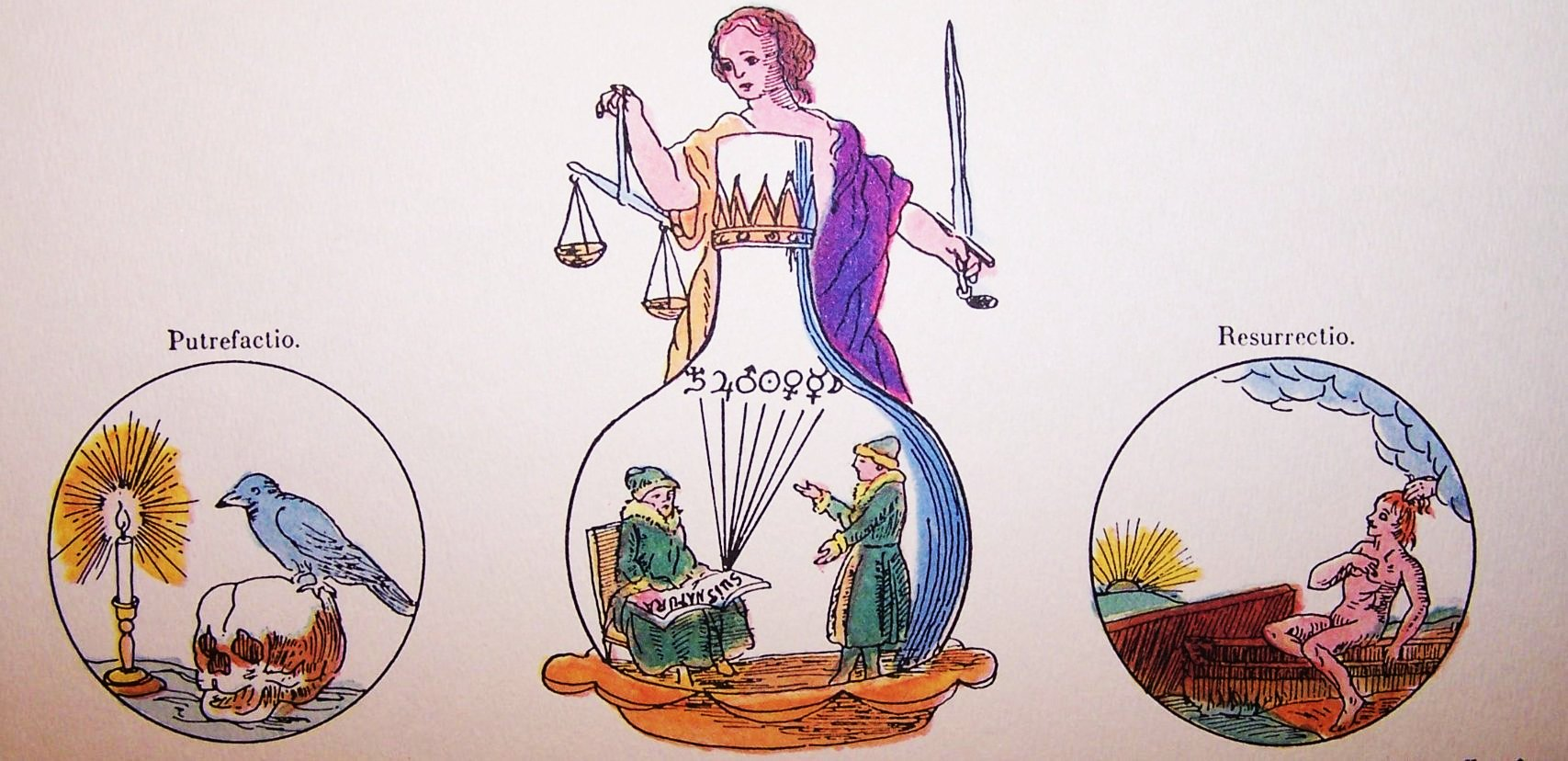
1785年にアルトナで出版された書籍の図版より

1710年、シンセラス・レナトゥス（シレジアの聖職者であるサミュエル・リヒターのペンネーム）の名前で、ヴロツワフとドイツにおいて、書籍『黄金の薔薇十字の友愛組織による賢者の石の真の完璧な調合』が出版された。
- 錬金術の論文としての性質を持つこの本の最後には、この団体の52の規則が列挙されている（そこでは、団体の最高指導者の地位が「統領」（Imperator）であると規定されている）。

リヒターが言及したこの団体は実際には存在しなかったようであるが、比較的あいまいな信条を持ち、互いに緩やかに連携したさまざまな団体が、「黄金の薔薇十字」という名前で、ドイツ、ポーランド、チェコスロバキア、オランダ、そしてロシアにも出現し、発展していった。フリーメーソンは、薔薇十字団を介してテンプル騎士団から生じたという説が、これらの集団の内部において1750年頃に生じた。この説はその後、いわゆる「純化されたフリーメーソンリー」（Rite écossais rectifié）の支部内で展開されたが、1782年のヴィルヘルムスバート会議において否定された。しかし、歴史的にこのような関連があると明確に語られたことによって、フリーメーソンの高位の段位に錬金術と騎士道の象徴が導入されることになり、それはその後も残ることになった。

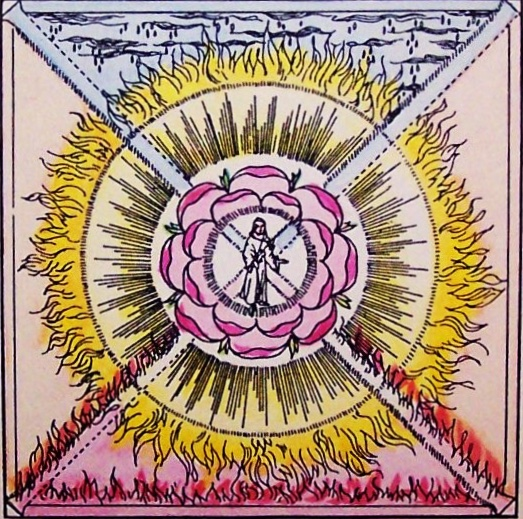
1785年にアルトナで出版された書籍の図版より

書籍『16世紀と17世紀の薔薇十字の秘密の象徴』は、1785年と1788年にハンブルク近郊のアルトナで２部に分けて出版された。この書籍は、黄金の薔薇十字団の「精神的な遺産」にあたるとされている。その内容の中でも特に注目すべきなのは、錬金術、神秘哲学、ヘルメス思想に関連する36の図版である。著者は不明であるが、その着想には、薔薇十字思想と神秘哲学思想の先駆者であるヴァレンティン・ヴァイゲル、ハインリヒ・クンラス、ヤーコプ・ベーメの影響を見ることができる。

## フィクション上の薔薇十字団
薔薇十字団は様々なフィクション作品で取り扱われている。

### 登場する作品

#### 漫画作品
ゴルゴ13（著：さいとう・たかを）
1968年頃に発表された初期作品では、ゴルゴ13を狙う暗殺集団として捉えられている。作品中の記述には「1968年以降活動の記録は無い」とある。
Weiß kreuz Glühen／ヴァイス クロイス グリーエン（原案：子安武人）
Weißを狙う暗殺集団だけがシュワルに倒される。
D.Gray-man（作者：星野桂）
作品内のエクソシストたちが属している教団のモデル
メタルK（作者：巻来功士）
遺伝子操作によるキメラ「人間兵器（ウエポノイド）」による世界征服を目指していると思われる組織。
ミステリオン（作者：あずみ椋）
クリスチャン・ローゼンクロイツの死の原因になった主人公を時代や国を越えて追う。
ローゼンメイデン（作者：PEACH-PIT）
詳しくはローゼンメイデンの登場人物一覧を参照。
パタリロ!（著：魔夜峰央）
白魔術師の結社として登場。占い師ザカーリとタマネギ部隊の「霊感青年」こと44号を輩出している。
ファイブスター物語（著：永野護）
惑星ボォスの秘密結社「ローゼンクロイツ（薔薇十字団）」という麻薬取引などを行う組織が登場。
13月の悲劇（著　美内すずえ）
1971年に『別冊マーガレット』に掲載された。主人公の少女が転校させられた全寮制の「聖バラ十字学校」。規律の厳しい学校だと思われたが、実は悪魔崇拝を行い、学校のシスターや卒業生も魔女で、世界中に影響力を持っていた。
ヒミツの薔薇十字団（著：英貴）
ローゼン・クロイツ（作中では女性）の生まれ変わりとされる女子高校生を主人公に、現代に残る薔薇十字団と遺された「Mの書」を巡る物語。
東京ミュウミュウあ・ら・もーど（作者：征海未亜）
作中に登場する謎の組織『聖薔薇騎士団』(セントローズクルセイダーズ)のモデルだと思われる描写がある。

#### 小説作品
弾丸少年（著：小林弘利）- ジュブナイル
構成員の中で最も優れていたとされる死者H.G.ウェルズを蘇生装置でたたき起こして首魁として担ぎ上げ、その意志のまま世界の滅亡を企む組織として描かれる。本来の目的は「世界を治癒」することだったが、その目的は無理矢理蘇生されたヴェルヌのために歪み「世界は治癒が不可能なまでに歪んでしまった」と判断。全てを滅ぼしてゼロにすることを目論む。その真の首魁はパラケルススであったとされる。
狂科学ハンターREI（著：中里融司）- ライトノベル
「黄金の薔薇」という組織名で疑似科学を「秘宝科学」と呼称し、その技術を用いて人間を更なる次元に導く（要は世界を支配する）事を目的としている。
トリニティ・ブラッド（著：吉田直）
テロ組織「薔薇十字騎士団（ローゼンクロイツオルデン）」。通称「世界の敵（コントラ・ムンディ）」と呼ばれる。「我ら、炎によりて世界を更新せん」というスローガンのもと、各地で行動している。目的は世界の速やかなる終焉。
とある魔術の禁書目録
第一巻での禁書目録の発言。
新約22巻リバースにてメンバーの一部が判明。

#### アニメ作品
機動戦士Ζガンダム
ジャミトフ・ハイマンの提唱によりジオン軍残党の掃討を名目に設立された地球連邦軍の特殊部隊「ティターンズ」は、ローゼンクロイツと繋がりが有るとされている。
アキハバラ電脳組
創設者のクリスチャン・ローゼンクロイツが黒幕的な役回りで登場。本編の鍵となるパタPi・ディーヴァを開発。

#### 音楽作品
薔薇十字教団の最初の思想（1891）、「星たちの息子」への3つの前奏曲（1891）、薔薇十字教団のファンファーレ（1892）
エリック・サティがモンマルトルの文学酒場「黒猫」のピアニストをしていたころ、ジョセファン・ペラダンという神秘小説家と出会った。ペラダンの主宰する秘密結社「聖堂と聖杯のカトリック・薔薇十字教団」の公認の作曲家として書いたのがこれら3つの作品である。しかしペラダンの専横ぶりに耐えられず、2年たらずでサティはこの教団と決別することになる。
ラプソディー・オブ・ファイアの元ギタリスト、ルカ・トゥリッリが結成した第二のラプソディであるLuca Turilli's Rhapsodyの2ndアルバムにクリスチャン・ローゼンクロイツを題材にした曲「Rosenkreuz (The Rose And The Cross)」がある。

## 関連書籍
- クリストファー・マッキントッシュ(Christopher McIntosh) 『薔薇十字団』 
  - 吉村正和訳、平凡社 1990年／ちくま学芸文庫 2003年 ISBN 978-4480087461
- Paul Arnold (1990), 『薔薇十字団の歴史とフリーメーソンの起源』（仏語書籍）（Histoire des Rose-Croix et les origines de la Franc-maçonnerie、ウンベルト・エーコーによる序文）, パリ: メルキュール・ド・フランス, ISBN 2-7152-1613-0
- Roland Edighoffer (1994), 『薔薇十字団』（仏語書籍）（Les Rose-Croix）クセジュ叢書（No.1862） (3 ed.), フランス大学出版局, ISBN 2-13-044226-9
- Didier Kahn (2007), 『ルネサンス末期フランスにおける錬金術とパラケルスス主義（1567-1625年）』（仏語書籍）（Alchimie et paracelsisme en France à la fin de la Renaissance (1567-1625)）人文主義とルネサンス叢書, ドロ出版社, ISBN 978-2-600-00688-0